# 돌로레스 오리오던
돌로레스 오리오던(Dolores O'Riordan, 1971년 9월 6일 ~ 2018년 1월 15일)은 아일랜드의 싱어송라이터로, 얼터너티브 록 밴드 크랜베리스의 리드보컬로 잘 알려져있다.

## 음반 목록
- Are You Listening? (2007)
- No Baggage (2009)

## 같이 보기
- 크랜베리스